# Beni Snous
El beni snouss és una varietat de l'amazic rifeny que és parlat a la ciutat de Tlemcen (Algèria).
Actualment només és parlat per uns pocs ancians de la regió. la majoria dels beni snous han adoptat com a llengua de comunicació l'àrab.